# Гальвес де Монтальво, Луис
Луи́с Га́львес де Монта́льво (исп. Luis Gálvez de Montalvo; 1549 — предположительно 1591) — испанский писатель.
Уроженец города Гвадалахара, земляк и близкий друг Сервантеса. Состоя на службе при герцоге дель Инфантадо, Гальвес де Монтальво жил в довольстве и почете. Впоследствии он посетил Италию и издал в 1587 г. переведённую им поэму Луиджи Тансилло «Слёзы святого Петра» и начал переводить «Освобождённый Иерусалим» Торквато Тассо, но погиб случайной смертью в Сицилии около 1591 года.
Роман с ключом Гальвеса «El pastor de Fílida» выдержал много изданий (последнее в 1792 году). Он принадлежит к «пасторалям», то есть к пастушьим романам, и описывает, как все произведения подобного рода, приключения известных и тогда ещё живых людей, в том числе самого Гальвеса, Сервантеса и герцога дель Инфантадо.